# Paul Lassenius Kramp
Paul Lassenius Kramp (* 28. Januar 1887 in Kopenhagen; † 13. Juli 1975 in Gentofte), häufig auch P. L. Kramp genannt, war ein dänischer Zoologe, der sich vor allem mit wirbellosen Meerestieren befasste.

## Leben
Kramp war der Sohn des Architekten Oscar Hakon Frederik Ellef Kramp und seiner Frau Johanne Vilhelmine Mathilde Thomsen. 1905 machte er seinen Abschluss an der Vestre Borgerdydskolen. Anschließend vertiefte er sein Interesse an der marinen Tierwelt und sein Wissen über biologische Arbeitsmethoden auf Exkursionen an Bord der Thor, insbesondere auf einer Fahrt in den Nordatlantik unter der Leitung von Johannes Schmidt. Im Jahr 1911 erwarb er seinen Master-Abschluss und diente als Wehrpflichtiger auf dem Kreuzer Ingolf bei den Westindischen Inseln. Dort sammelte er Planktonproben für Schmidt und beobachtete See- und Zugvögel, worüber er später Berichte veröffentlichte.
Eine Anstellung in der Planktonabteilung der Kommission für Meeresforschung endete abrupt aufgrund von Kürzungen bei Ausbruch des Ersten Weltkriegs, und Kramp musste eine schlecht bezahlte Assistentenstelle am Zoologischen Museum Kopenhagen annehmen. Dort wurde er 1917 Amanuensis und begann, die Hohltiersammlung – Hydrozoen, Quallen, Korallen – nach modernen museumstechnischen Gesichtspunkten zu ordnen, zu katalogisieren und zu lagern.
Im Rahmen seiner Studien zur Biologie und Verbreitung der dänischen Quallen unternahm er 1923 und 1924 Fahrten an Bord der Dana. 1926 untersuchte er die Litoralfauna der Färöer und 1928 nahm er an den umfangreichen Studien der Godthaab-Expedition über die Wechselwirkung zwischen hydrographischen Faktoren und pelagischer Fauna sowie über die Bodenfauna der westgrönländischen Gewässer teil.
1951 wirkte Kramp an der Galathea-Expedition von Kenia nach Australien mit. Er hatte eine von ihm erstellte illustrierte Karte mit allen Quallenarten an Bord, von denen er unterwegs etwa 150 Arten lebend sehen konnte. 1933 wurde er Leiter der Abteilung für wirbellose Meerestiere des Zoologischen Museums Kopenhagen. Nachdem er 1957 im Alter von 70 Jahren in den Ruhestand getreten war, setzte er seine Forschungsaktivitäten fort und veröffentlichte in den folgenden zehn Jahren mehr als ein Dutzend Arbeiten, darunter einige sehr umfangreiche. Erst im Alter von 84 Jahren setzte er sich endgültig zur Ruhe. 1971 wurde er vom japanischen Kaiser und Schilddrüsenspezialisten Hirohito bei dessen Besuch in Dänemark in Privataudienz empfangen.
Kramps Bibliographie umfasst 94 wissenschaftliche Arbeiten sowie etwa 30 Artikel und Berichte. Die überwiegende Mehrheit befasst sich mit Quallen, ihrer Systematik, Morphologie und Biologie sowie der Zoogeographie. Sein Werk The Hydromedusae of Danish Waters von 1927 war ursprünglich als Doktorarbeit geplant, wurde aber wegen der hohen Druckkosten nicht veröffentlicht. Stattdessen wurde Kramp 1932 mit einer systematischen Revision der Medusenfamilie Mitrocomidae promoviert. Anschließend widmete er sich den großen Sammlungen, die auf den Expeditionen an Bord der Ingolf, der Thor, der britischen Discovery, der norwegischen Michael Stars, der Dana sowie der Galathea zusammengetragen wurden. Daneben schrieb er zahlreiche Abhandlungen über kleinere Medusenfaunen in vielen Teilen der Welt und mehrere mit Überarbeitungen von Gattungen und Familien.
Kramp beschrieb 101 Hydrozoen-Taxa, davon sind 65 (eine Ordnung, drei Familien, zwölf Gattungen, 48 Arten und eine Unterart) heute noch gültig.
Auf Drängen seines Kollegen Frederick Stratten Russell vom Plymouth Marine Laboratory überarbeitete er den Kartenindex zur 1961 veröffentlichten Schrift Synopsis of the Medusae of the World, die von der Royal Society finanziert wurde und Diagnosen zu 273 Gattungen und 900 Arten sowie eine Bibliographie mit 1400 Einträgen enthält. Neben einer Reihe von Abhandlungen, vor allem über Hydrozoen, hat Kramp Medusen und Hydrozoen in spezifischen Faunen für Grönland, die Färöer, Island und Ostgrönland behandelt, über einige andere Tiergruppen und über Generationswechsel im Tierreich geschrieben sowie 1963 eine aufschlussreiche Zusammenfassung der zoologischen Ergebnisse der Godthaab-Expedition erstellt.
Neben seiner Museums- und Forschungstätigkeit arbeitete Kramp viele Jahre lang an der von Christian Frederik Lütken im Jahr 1890 gegründeten meeresbiologischen Sommerschule, darunter ab 1907 als Lehrer sowie von 1919 bis 1961 als Direktor. 1927 richtete er das erste ständige meeresbiologische Labor Dänemarks in zwei Räumen der neu erbauten technischen Schule in Frederikshavn ein, die heute der Universität Kopenhagen angegliedert ist.
Kramps Mitarbeit an einer Tauchstudie aus dem Jahr 1924 über die Gefahr der Verschlammung des geplanten Hafens von Hanstholm führte zu einer langjährigen Zusammenarbeit mit Hafeningenieuren über Schiffsbohrmuscheln und Bohrasseln in Hirtshals. Er beschrieb bisher unbekannte Merkmale der Biologie und der Angriffsmethode dieser Schädlinge und experimentierte mit Bekämpfungsmitteln, jedoch es kam zum Bruch mit den Ingenieuren, und der Abschlussbericht von 1950 entsprach nicht Kramps Vorstellungen.

## Dedikationsnamen
- Aequorea krampi Bouillon, 1984
- Amphinema krampi Russell, 1956
- Calycopsis krampi Petersen, 1957
- Convexella krampi (Madsen, 1956)
- Escharina krampi Marcus, 1938
- Eutima krampi Guo, Xu & Huang, 2008
- Krampella Russell, 1957
- Krampia Ditlevsen, 1921
- Mohnia (Tacita) krampi (Thorson, 1951)
- Ransonia krampi (Ranson, 1932)
- Tomopteris krampi Wesenberg-Lund, 1936